# Suore della Divina Provvidenza per l'Infanzia Abbandonata
Le Suore della Divina Provvidenza per l'Infanzia Abbandonata sono un istituto religioso femminile di diritto pontificio.

## Storia
La congregazione fu fondata a Piacenza dal sacerdote Francesco Torta (1864-1949), che il 19 marzo 1921 rivestì le prime quattro aspiranti dell'abito religioso.
La prima missione fu aperta a Mendida, in Etiopia, nel 1971, in occasione del cinquantesimo anniversario della fondazione.
L'istituto ricevette il pontificio decreto di lode il 2 dicembre 1945.

## Attività e diffusione
Le suore si dedicano a opere di istruzione e assistenza, particolarmente a favore di sordi, ciechi e orfani, in asili, convitti, laboratori e missioni.
Oltre che in Italia, sono presenti in Etiopia e Kenya; la sede generalizia è a Piacenza.
Alla fine del 2008 la congregazione contava 78 religiose in 12 case.